# Malin V. Berås
Malin Voreland Berås, född 2 januari 1989 i Kristiansand i Norge, är en norsk montéryttare.

## Karriär
Berås är en av Norges främsta montéryttare och blev norsk montéchampion 2012. Hon har även kört lopp i Sverige, där hon bland annat vunnit Åby Stora Montépris (2017) tillsammans med hästen Special Envoy, tränad av Frode Hamre.
Under 2014 ingick Berås ett avtal med det svenska spelbolaget LeoVegas, där hon bland annat medverkade i företagets reklamfilmer. Avtalet gillades inte av Det Norske Travselskap och Norsk Rikstoto, eftersom Berås gjorde reklam för en konkurrent. De gav Berås alternativet att avsluta samarbetet spelbolaget, eller sluta tävla. Berås valde att lämna in sin amatörlicens i september 2014. Hon fick tillbaka licensen 1 januari 2016.
Malin V. Berås är syster till Madelen Berås som vann norska versionen av Paradise Hotel 2011.